# Джоан Тиле
Джоан Тиле (на италиански: Joan Thiele), псевдоним на Алесандра Джоан Тиле (Alessandra Joan Thiele; * 21 септември 1992 в Дезенцано дел Гарда, Италия), е италианска певица и авторка на песни.

## Биография
Родена от майка италианка от района на Неапол и баща швейцарец (емигрирал в Канада) от колумбийски произход, тя прекарва детството си между Колумбия, Канада, Карибите, Англия и езерото Гарда – места, които бележат нейната музикална продукция.
В Лондон прави първите си стъпки в музиката и след това се мести за постоянно в Милано, за да преследва кариера като певица.
През 2015 г. публикува кавър на хита на Дрейк Hotline Bling. На следващата година излиза първият ѝ сингъл Save Me, издаден от Юнивърсъл Рекърдс и част от първият ѝ миниалбум, озаглавен Joan Thiele. Следват два други радио хит сингъла: Taxi Driver и Armenia.
През 2018 г. издава дебютния си албум Tango, предшестван от синглите Fire и Polite.
През 2019 г. Тиле си сътрудничи с Мис Кета заедно с Елоди, Пристис, Рошел и Ла Пина в новата версия на песента Le ragazze di Porta Venezia („Момичетата от Порта Венеция“). През март 2020 г. си сътрудничи с рапъра Нитро в сингъла No privacy / No caption needed от албума му GarbAge, помагайки да изпее припева на втората част No caption needed. В същата година издава втория си миниалбум и първа творба изцяло на италиански език – Operazione Oro, предшествана от сингълите Le vacanze („Ваканцията“), Puta и Bambina („Момиченце“).
През февруари 2021 г. присъства в албума OBE на битмейкъра Мейс, появявайки се в песента Senza fiato („Без дъх“) заедно с Венерус. На 12 февруари Тиле издава сингъла си Atto I – Memoria del Futuro („Акт 1 – Спомен за бъдещето“), състоящ се от две песни: Cinema („Кино“) и Futuro wow („Бъдещо еха“), продуциран от Мейс, Венерус и Чери. На 30 април 2021 г. издава сингъла Atto II – Disordinato spazio („Акт 2 – Неподредено пространство“), включващ в себе си Tuta blu („Син анцуг“) и Scilla. На 22 октомври 2021 г. излиза сингълът ѝ Atto III – L'Errore („Акт 3 – Грешката“) – третата и последна част от този проект, съдържаща Errori („Грешки“) и Sotto la pelle („Под кожата“).

## Дискография

### Албуми

#### Студийни албуми
- 2018 – Tango

#### Миниалбуми
- 2016 – Joan Thiele
- 2020 – Operazione Oro

### Сингли
- 2016 – Save Me
- 2016 – Taxi Driver
- 2017 – Armenia
- 2017 – Fire
- 2018 – Polite
- 2019 – Le vacanze
- 2020 – Puta
- 2020 – Bambina
- 2021 – Atto I – Memoria del Futuro
- 2021 – Atto II – Disordinato spazio
- 2021 – Atto III – L'Errore

## Видеография
- Hitline Bling
- Save Me
- Taxi Driver
- Lost Ones
- Lost Ones (Home Session) feat. Etna
- Heartbeat
- Armenia
- Fire
- Polite
- Le Vacanze
- Puta (Live Session)
- Futuro Wow
- Intervallo – Coraje (Home Session)
- Le Vacanze
- Le ragazze di Porta Venezia (Мис Кета ft. Джоан Тиле, Елоди, Пристис, Рошел)